# Peponopsis
Peponopsis é um género botânico pertencente à família Cucurbitaceae.

## Espécies
- Peponopsis adhaerens Naudin

1. ↑  «Peponopsis — World Flora Online». www.worldfloraonline.org. Consultado em 19 de agosto de 2020